# Puzer-Mama
Puzer-Mama (... – XXII secolo a.C.) fu un re della seconda dinastia di Lagash.
Si distinse come sovrano della città sumera di Lagash sfruttando il declino dell'impero di Akkad al tempo del re Shar-kali-sharri, che fu al potere dal 2217 al 2193 a.C. secondo la cronologia media. L'impero accadico era infatti ridotto a quel tempo ad un piccolo territorio compreso tra le confluenze del Diyala e del Tigri.
Succedette a Lugalushumgal e fu il predecessore di Ur-Utu. Fu l'unico della sua dinastia ad assumere, invece che il titolo di ensi, quello di lugal, che sarebbe stato utilizzato di nuovo solo alla fine della dinastia gutea. Non è citato nella lista reale sumerica, come gli altri sovrani della seconda dinastia di Lagash, ma è noto dalle iscrizioni, in una delle quali rivendica il sostegno di Ninurta (il dio poliade di Lagash), di Enki e di Inanna.